# Lilavati
 Lilavati est l'une des quatre femmes à occuper suo jure le trône dans l'histoire du Sri Lanka. Lilavati acquiert cette position éminente en devenant la principale épouse du roi Parakramabahu I, du royaume de Polonnaruwa.
Elle est elle-même issue de la même lignée royale que son conjoint et règne à trois occasions : de 1197 à 1200 en 1209-1210 et en 1210-1212 dans la période d'anarchie qui suit la mort de Parakramabahu, avec l'appui de divers généraux. La principale source sur sa vie se trouve dans le Culavamsa, particulièrement dans le chapitre LXXX.

## Origine
Lilavati est la fille de  Sirivallabha et de son épouse  Sugala, elle a un frère nommé Manabharana,. Elle rencontre son futur époux très jeune car Parakramabahu est son cousin germain, fils de son oncle Manabharana de Dhakkinadesa. À la suite de sa mort, Kittisrimegha accède au trône de Dhakkinadesa et la famille de Manabharana vient vivre chez Sirivallabha dans le Ruhuna. On ignore à quelle date elle épouse Parakramabahu.
La famille de Lilavati – en particulier son frère Manabharana de Ruhuna (qui épouse deux sœurs de  Parakramabahu, Mitta et Pabhavati),ainsi que la reine mère, Sugala – entretient des relations difficiles avec  Parakramabahu. Manabharana le combat à diverses occasions, tandis que Sugala n'avait pas un esprit capable de réflexion et était incliné par nature au mal. On ignore quel rôle joue Lilavati dans les conflits entre eux.

## Les trois règnes
La reine réapparaît dans les sources lors de l'anarchie qui suit la mort de Parakramabahu. Vijayabahu II, décrit comme
un  roi poète, ne règne qu'une année avant d’être assassiné par un traître 
... issu de la faction  Kalinga nommé Mahinda. Ce dernier est à son tour déposé par Kittinissanka, un prince Kalinga qui avait été le principal ministre de Vijayabahu. Kittinissanka règne de 1187 à 1196 sous le nom de  Nissanka Malla de Polonnaruwa.
Après la mort de Nissanka Malla, son fils Vira Bahu I puis son frère cadet Vikramabahu II accèdent au trône mais le second est déposé après quelques mois de règne par son neveu Chodaganga qui est à son tour chassé du pouvoir par le puissant général Kitti, qui renonce à s'emparer du trône et intronise la reine Lilavati comme souveraine.
Le premier règne de Lilavati est décrit comme  « trois années sans incident » dans le Culavamsa. Le fait d'avoir été l'épouse principale de Parakramabahu lui avait donné un surcroît de légitimité par rapport aux autres prétendants au trône; sans compter que ses ancêtres étaient beaucoup plus prestigieux que ceux de Kitti ou de la famille de Nissanka Malla. Le respect dont elle bénéficie explique qu'elle survive à sa première déposition par Sahassa Malla, un prince issu des Okkaka, le 23 août 1200.
Sahassa Malla, est déposé en 1202 par le général Ayasmanta. Comme Kitti, Ayasmanta refuse d'assumer la royauté et nomme reine
Kalyanavati, la première épouse de Nissanka Malla; cependant contrairement à Kitti il exerce le pouvoir lui-même
Kalyanavati a comme successeur l'enfant-roi Dhammasoka, toujours sous le contrôle d'Ayasmanta. En 1209, l'invasion du royaume par l'armée  Chola d'Anikanga Mahadipada se conclut par la mise à mort d'Ayasmanta et Dhammasoka, âgé d'environ 15 ans.
Lilavati retrouve son trône pendant seulement 17 jours après qu'Anikanga soit assassiné par le général Vikkantacamunakka. Le Culavamsa présente ce chef de guerre comme un « vilain...qui tue le roi Anikaiiga [sic] et confie le gouvernement
pour une année à la première reine consort du roi Parakkamabahu [sic], nommée Lilavati, qui règne toujours depuis » La raison pour laquelle une reine auparavant bien considérée accepte de s'associer à un individu de basse extraction, n'est pas claire, ni pourquoi Ankanga, l'envahisseur Chola, est tenu en si haute estime.
Une nouvelle invasion provenant du sud de l'Inde du Sud (une grande  armée du rivage opposé le Tamilakam (en) ) détrône Lilavati en 1210; son chef, Lokissara, «met tout Lanka sous son emprise et  règne, résidant à 
Pulatthinagara, [pendant] neuf mois». À son tour, il a été déposé par le général Parakrama Pandya, « le meilleur parmi les hommes de décision, doté d'une grande puissance et de courage», qui est à l'origine de la dernière restauration sur le trône de Lilavati en 1211. La reine semble avoir retrouvé les faveurs des auteurs de la Culavamsa, car cette fois, elle est décrite comme « issue  de la dynastie du Soleil et de la Lune ... elle qui a ensuite brillé dans la splendeur royale ».
Cette dernière période de pouvoir pour la reine ne dure que sept mois avant qu'elle soit détrônée par Parakrama Pandya, qui s'établit lui-même comme roi à Rajarata. À la suite de cette action, Lilavati disparaît des sources historiques. Il semble peu probable que Parakrama de Pandya l'ait mise à mort, mais son successeur, le tyrannique Kalinga Magha, peut bien l'avoir fait à un moment donné après son invasion de l'année 1215.

## Lilavati dans la littérature
Les filles de Lilavati (Lilavati's Daughters) est un essai qui regroupe les biographies de femmes scientifiques du sous-continent indien écrit par la physicienne et professeure d'université Rohini Godbole, pour encourager les femmes à suivre des études scientifiques.